# Journal of the American Ceramic Society
Das Journal of the American Ceramic Society (abgekürzt J. Am. Ceram. Soc.) ist eine wissenschaftliche Fachzeitschrift, die monatlich im Peer-Review-Verfahren bei Wiley-Blackwell erscheint. Die Zeitschrift der American Ceramic Society behandelt Themen aus dem Bereich der Keramik und erschien erstmals 1899. Bis 1917 trug sie den Titel Transactions of the American Ceramic Society. Veröffentlicht werden Beiträge zur Glaswissenschaft, zu Kristallchemie, zu Mikroskopie und Mikrostruktur, zu Biokeramik, zur Pulververarbeitung und zur Kolloidwissenschaft. Der Impact Factor der Zeitschrift lag 2024 bei 3,8. Chefredakteur ist John C. Mauro von der Pennsylvania State University.